# Kubilay Yilmaz
Kubilay-Türk Yilmaz (* 9. Juli 1996) ist ein österreichischer Fußballspieler türkischer Abstammung.

## Karriere
Yilmaz begann seine Karriere beim SK Slovan-Hütteldorfer AC. Für das Herrenteam des Slovan-HAC debütierte er im September 2011 in der Wiener Stadtliga. Zur Saison 2012/13 wechselte Yilmaz in die Akademie des SK Rapid Wien. Nach jener Saison verließ er die Rapidler jedoch wieder.
Im Jänner 2014 wechselte Yilmaz nach Tschechien zum 1. SC Znojmo. Nachdem er zuvor für die U-19-Mannschaft gespielt hatte, debütierte er im Oktober 2014 in der zweiten Liga, als er am elften Spieltag der Saison 2014/15 gegen den FK Baník Sokolov in der 88. Minute für Jan Pázler eingewechselt wurde.
Nach neun torlosen Spielen für Znojmo wechselte Yilmaz im Jänner 2017 in die Slowakei zum Erstligisten Spartak Trnava, bei dem er einen bis Juni 2018 gültigen Vertrag erhielt. Nach 55 Einsätzen in der Fortuna liga verließ Yilmaz Trnava in der Winterpause der Saison 2019/20 und wechselte in die Türkei zu Yeni Malatyaspor, wurde jedoch direkt an den Zweitligisten Boluspor verliehen. Während der Leihe kam er zu sechs Einsätzen für Boluspor in der TFF 1. Lig, in denen er ein Tor erzielte. Nach dem Ende der Leihe kehrte er zur Saison 2020/21 zunächst zu Malatyaspor zurück, ehe er den Verein im Oktober 2020 verließ und zum Zweitligisten Menemenspor wechselte. Nach drei Zweitligaeinsätzen für Menemenspor wechselte er im Jänner 2021 nach Polen zum Zweitligisten Korona Kielce. Für Korona kam er zu fünf Einsätzen in der 1. Liga.
Zur Saison 2021/22 kehrte er in die Slowakei zurück und schloss sich dem FC Zlaté Moravce an. Für Zlaté Moravce kam er zu 15 Einsätzen in der Fortuna liga, in denen er ohne Treffer blieb. Im Februar 2022 wechselte Yilmaz innerhalb der Liga zum MFK Zemplín Michalovce. Für Zemplín absolvierte er neun Partien. Nach der Saison 2021/22 verließ er den Verein wieder.
Nach einem Halbjahr ohne Klub kehrte er im Jänner 2023 nach neuneinhalb Jahren wieder nach Österreich zurück und schloss sich dem Zweitligisten SK Vorwärts Steyr an, bei dem er einen bis Juni 2024 laufenden Vertrag erhielt. Für Steyr kam er zu zwölf Einsätzen in der 2. Liga, aus der er mit Vorwärts zu Saisonende aber abstieg, woraufhin er den Verein wieder verließ. Im Juli 2023 wechselte er dann wieder in die Türkei, wo er sich dem Drittligisten 24 Erzincanspor anschloss. Für Erzican kam er zu 24 Drittligaeinsätzen, in denen er fünfmal traf. Zur Saison 2024/25 wechselte er innerhalb der TFF 2. Lig zu Ispartaspor.

## Erfolge
- Slowakischer Meister: 2018
- Slowakischer Pokalsieger: 2019